# 维莱讷河畔圣让
维莱讷河畔圣让（法語：Saint-Jean-sur-Vilaine，法語發音：[sɛ̃ ʒɑ̃ syʁ vilɛn]）是法国伊勒-维莱讷省的一个市镇，位于该省中东部，属于富热尔-维特雷区。

## 地理
维莱讷河畔圣让（48°7'1"N, 1°21'39"W）面积10.73 平方千米，位于法国布列塔尼大區伊勒-维莱讷省，该省份为法国西北部沿海省份，位于布列塔尼半岛东部，北濒大西洋，西接阿摩尔滨海省和莫尔比昂省，南至大西洋卢瓦尔省，西南端接曼恩-卢瓦尔省，东临马耶讷省，东北与芒什省接壤。
与维莱讷河畔圣让接壤的市镇（或旧市镇、城区）包括：尚波、沙托布尔、科尔尼耶、马尔皮雷、波塞莱布瓦、圣欧班德朗德、圣迪迪耶。

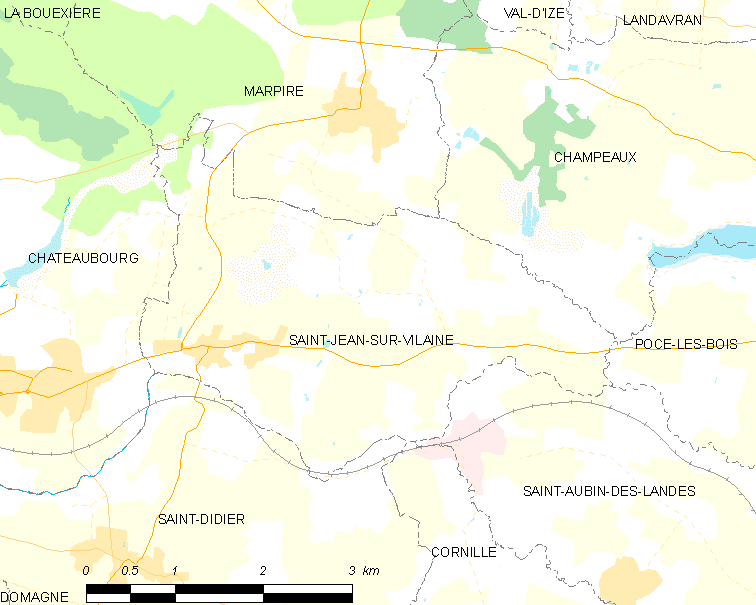
维莱讷河畔圣让的OSM定位图

维莱讷河畔圣让的时区为UTC+01:00、UTC+02:00（夏令时）。

## 行政
维莱讷河畔圣让的邮政编码为35220，INSEE市镇编码为35283。

## 政治
维莱讷河畔圣让所属的省级选区为沙托日龙县。

## 人口

1962-2008年间维莱讷河畔圣让人口变化图示

维莱讷河畔圣让于2022年1月1日时的人口数量为1376人。